# Елфо
Елфо (фр. Helfaut) насеље је и општина у североисточној Француској у региону Север-Па д Кале, у департману Па де Кале која припада префектури Сент Омер.
По подацима из 2011. године у општини је живело 1642 становника, а густина насељености је износила 184,08 становника/km². Општина се простире на површини од 8,92 km². Налази се на средњој надморској висини од 92 метара (максималној 95 m, а минималној 23 m).

## Демографија
| 1962. | 1968. | 1975. | 1982. | 1990. | 1999. | 2011. |
| ----- | ----- | ----- | ----- | ----- | ----- | ----- |
| 1.000 | 1.139 | 1.248 | 1.426 | 1.671 | 1.693 | 1.642 |

График промене броја становника у току последњих година